# Dipsacaster grandissimus
Dipsacaster grandissimus är en sjöstjärneart som beskrevs av Shoji Goto 1914. Dipsacaster grandissimus ingår i släktet Dipsacaster och familjen kamsjöstjärnor. Inga underarter finns listade i Catalogue of Life.